# Johnny Crossan
John Andrew Crossan (Derry, (Verenigd Koninkrijk, Noord-Ierland) 29 november 1938), beter bekend als  Jobby of Johnny Crossan, is een Noord-Iers voormalig voetballer. Hij speelde in Nederland en België voor Sparta Rotterdam, Standard Luik en KSK Tongeren

## Carrière
Crossan begon zijn carrière bij Derry City. In 1958 verkaste hij naar Coleraine. Een jaar later maakte hij de overstap naar Engeland, daar tekende hij een contract bij Bristol City. Bij zowel Coleraine als Bristol City kwam hij, mede door een schorsing voor het leven die na een beroep gedeeltelijk werd opgeheven, geen enkele keer in actie.
In 1958 verhuisde Crossan naar Nederland. Daar ging hij spelen voor Sparta Rotterdam, de toenmalig kampioen. Bij Sparta werd hij voor het eerst opgeroepen voor het Noord-Iers voetbalelftal.
Twee jaar later ging hij naar Standard Luik in België, waar hij de have finale van de Europa Cup I tegen Real Madrid speelde. Deze wedstrijd ging echter verloren.
In 1963 keerde hij terug naar Engeland, waar hij speelde voor achtereenvolgens Sunderland, Manchester City en Middlesbrough. Crossan sloot zijn carrière echter af in België. Van 1970 tot 1975 speelde hij voor KSK Tongeren.